# Liste der Ortschaften im Bezirk Freistadt
Die Liste der Ortschaften im Bezirk Freistadt enthält die Gemeinden und ihre zugehörigen Ortschaften im oberösterreichischen Bezirk Freistadt.
- Freistadt
  - Galgenau
  - Sankt Peter (314)
  - Trölsberg (214)

- Grünbach
  - Heinrichschlag
  - Helbetschlag (172)
  - Lichtenau (292)
  - Mitterbach
  - Oberrauchenödt (217)
  - Schlag (373)
  - Unterpaßberg
  - Unterrauchenödt

- Gutau
  - Erdmannsdorf
  - Fürling (109)
  - Gaisruckdorf
  - Guttenbrunn
  - Hundsdorf (135)
  - Lehen (314)
  - March
  - Marreith (130)
  - Neustadt
  - Nußbaum
  - Reichenstein
  - Schallhof
  - Schnabling
  - Schöferhof (113)
  - Stampfendorf
  - Tannbach (148)

- Hagenberg im Mühlkreis
  - Anitzberg (383)
  - Mahrersdorf (103)
  - Niederaich
  - Oberaich (174)
  - Penzendorf
  - Schmidsberg
  - Veichter (458)

- Hirschbach im Mühlkreis
  - Auerbach (144)
  - Berg
  - Gossenreith
  - Guttenbrunn (152)
  - Hofreith
  - Kirchberg
  - Oberdorf
  - Oberhirschgraben
  - Pemsedt
  - Thierberg
  - Tischberg
  - Unterhirschgraben
  - Vorwald

- Kaltenberg
  - Ebenort (88)
  - Markersreith
  - Nadelberg
  - Pieberbach
  - Silberberg
  - Tischberg
  - Weidenau

- Kefermarkt
  - Albingdorf (126)
  - Dörfl (298)
  - Freidorf
  - Galgenau
  - Harterleiten
  - Lest (304)
  - Miesenberg
  - Pernau
  - Wagrein
  - Weinberg
  - Wittinghof (138)

- Königswiesen
  - Ebrixedt
  - Haid (213)
  - Harlingsedt (107)
  - Hörzenschlag
  - Kastendorf (136)
  - Mayrhof
  - Mönchdorf (538)
  - Mönchwald (92)
  - Mötlasberg (140)
  - Paroxedt
  - Pernedt (122)
  - Salchenedt
  - Schlag
  - Schreineredt
  - Staub
  - Stifting

- Lasberg
  - Am Berg
  - Edelhof
  - Edlau (136)
  - Elz (170)
  - Etzelsdorf
  - Grensberg
  - Grieb
  - Grub (162)
  - Gunnersdorf
  - Harterleiten
  - Kronau
  - Manzenreith (117)
  - Paben
  - Pilgersdorf
  - Punkenhof
  - Reickersdorf
  - Siegelsdorf (197)
  - Stadtberg
  - Steinböckhof
  - Unterrauchenödt
  - Walchshof (264)
  - Weinberg
  - Witzelsberg
  - Zelletau

- Leopoldschlag
  - Dorf Leopoldschlag (144)
  - Edlbruck
  - Eisenhut
  - Hammern
  - Hiltschen
  - Leitmannsdorf
  - Mardetschlag (148)
  - Markt Leopoldschlag (453)
  - Pramhöf
  - Stiegersdorf
  - Wullowitz

- Liebenau
  - Eibenberg
  - Geierschlag (108)
  - Glashütten
  - Hirschau
  - Kienau
  - Komau
  - Leopoldstein
  - Liebenstein (189)
  - Maxldorf
  - Monegg
  - Neustift (104)
  - Reitern
  - Schanz
  - Schöneben (167)
  - Windhagmühl (193)

- Neumarkt im Mühlkreis
  - Achleiten
  - Au (128)
  - Baumgarten
  - Dingdorf
  - Götschka (327)
  - Kronast (111)
  - Lamm (95)
  - Matzelsdorf (189)
  - Möhringdorf
  - Oberzeiß
  - Pfaffendorf
  - Rudersdorf (142)
  - Sallersdorf
  - Schall
  - Schallersdorf
  - Schiernersdorf
  - Schwandtendorf
  - Steigersdorf
  - Stiftung
  - Traidendorf
  - Trölsberg
  - Trosselsdorf (151)
  - Unterzeiß (103)
  - Willingdorf
  - Zissingdorf

- Pierbach
  - Bergerriedl
  - Hinterhütten
  - Höfnerberg (145)
  - Kleinhöfnerberg
  - Kreuzberg
  - Lindnerberg
  - Meislberg
  - Mühltal
  - Naarntal
  - Niederhofstetten
  - Oberhofstetten
  - Sonnleitn

- Pregarten
  - Aist (131)
  - Burbach
  - Gmeinerhof
  - Greising
  - Greisingberg
  - Grünbichl (552)
  - Halmenberg
  - Kranzlgarten
  - Kriechmayrdorf
  - Meitschenhof (106)
  - Netzberg
  - Pregartsdorf (397)
  - Reichenstein
  - Selker (116)
  - Silberbach (437)
  - Wörgersdorf

- Rainbach im Mühlkreis
  - Apfoltern
  - Dreißgen
  - Eibenstein (146)
  - Hörschlag
  - Kerschbaum (330)
  - Labach
  - Sonnberg
  - Stadln
  - Stiftung
  - Summerau (753)
  - Vierzehn
  - Zulissen (158)

- Sandl
  - Eben
  - Größgstötten
  - Gugu
  - Hacklbrunn
  - Hundsberg
  - Königsau
  - Neuhof
  - Plochwald
  - Pürstling
  - Rindlberg
  - Rothenbachl
  - Schönberg
  - Steinkreuz
  - Steinwald
  - Tafelberg
  - Viehberg
  - Weinviertl

- Sankt Leonhard bei Freistadt
  - Dirnberg
  - Ennsedt
  - Freudenthal
  - Haid
  - Haslach
  - Herzogreith
  - Langfirling
  - Maasch
  - Oberarzing
  - Prandegg
  - Promenedt
  - Rebuledt
  - Rehberg
  - Reith
  - Schwaighof
  - Stiftung
  - Unterarzing
  - Waltrasedt
  - Wenigfirling

- Sankt Oswald bei Freistadt
  - Amesreith (105)
  - Etzelsdorf (142)
  - Florenthein
  - Fünfling
  - March
  - Mayrhöfen (181)
  - Neudorf (131)
  - Obermarreith
  - Oberreitern
  - Piberschlag
  - Rosenau
  - Stampfendorf
  - Stiftungsberg
  - Untermarreith
  - Wartberg (147)
  - Wippl (162)
  - Witzelsberg

- Schönau im Mühlkreis
  - Almblick
  - Am Berg
  - Fürling
  - Hofing
  - Kaining
  - Kollnedt
  - Niederndorf (130)
  - Oberndorf (196)
  - Oberwolfgrub
  - Pehersdorf
  - Prandegg
  - Sonnblick
  - Steinbichl
  - Straß
  - Unterniederndorf
  - Wolfgrub (91)

- Tragwein
  - Fraundorf (209)
  - Haarland (162)
  - Hinterberg
  - Hohensteg
  - Josefstal
  - Knollnhof
  - Lugendorf (158)
  - Mistlberg (334)
  - Reichenstein
  - Schedlberg (130)
  - Schmierreith
  - Stranzberg (122)
  - Zudersdorf

- Unterweißenbach
  - Aglasberg
  - Dauerbach
  - Enebitschlag
  - Grafenschlag
  - Greinerschlag
  - Hackstock
  - Hinterberg (109)
  - Hinterreith
  - Landshut (159)
  - Mötlas (176)
  - Neumühl
  - Obermühl (118)
  - Schattau
  - Wildberg
  - Windhing

- Unterweitersdorf
  - Bergen
  - Gauschitzberg
  - Hattmannsdorf (236)
  - Loibersdorf (189)
  - Radingdorf
  - Reitern (348)
  - Wögern (302)

- Waldburg
  - Freudenthal
  - Harruck
  - Lahrndorf (109)
  - Marreith (234)
  - Mitterreith
  - Oberschwandt
  - Prechtleinschlag
  - Sankt Peter (194)
  - Schöndorf (190)
  - Unterschwandt

- Wartberg ob der Aist
  - Altenhaus (118)
  - Arnberg
  - Doberhagen
  - Frensdorf (351)
  - Friensdorf (162)
  - Haag
  - Hacklberg (137)
  - Im Bichl
  - Klausmühle
  - Klingenwehr
  - Oberer Schlossberg
  - Obergaisbach (158)
  - Obervisnitz (176)
  - Reitling (118)
  - Reitlingberg
  - Scheiben (175)
  - Schloss Haus (96)
  - Schlossberg
  - Schönreith (131)
  - Steinpichl (271)
  - Türnberg
  - Untere Reitling (127)
  - Untergaisbach (346)
  - Untervisnitz
  - Wolfsegg
  - Zeilerberg (225)

- Weitersfelden
  - Eipoldschlag
  - Haid
  - Harrachstal
  - Knaußer
  - Markersdorf
  - Nadelbach (116)
  - Rabenberg
  - Reitern
  - Ritzenedt
  - Saghammer
  - Straßreit
  - Stumberg
  - Waldfeld
  - Wienau
  - Windgföll

- Windhaag bei Freistadt
  - Elmberg
  - Freiwalddorf
  - Mairspindt (120)
  - Obernschlag
  - Oberpaßberg
  - Oberwindhaag
  - Pieberschlag (114)
  - Predetschlag
  - Prendt (133)
  - Riemetschlag (112)
  - Spörbichl (101)
  - Unterwald

- Bad Zell
  - Aich (407)
  - Bad Zell
  - Barndorf
  - Brawinkl (153)
  - Erdleiten (160)
  - Feiblmühl
  - Haselbach
  - Hirtlhof (119)
  - Lanzendorf (152)
  - Maierhof
  - Riegl (154)
  - Weberberg
  - Wolfgrub
  - Zellhof (136)